# Warwick Avenue (métro de Londres)
Warwick Avenue (dite aussi Warwick Avenue for Little Venice) est une station de la Bakerloo line du métro de Londres, en zone 2. Elle est située à Little Venice dans la Cité de Westminster.

## Histoire
La station est mise en service le 31 janvier 1915.

## À proximité
- Little Venice

## Culture
La chanteuse Duffy a écrit et interprété une chanson intitulée « Warwick Avenue ». Dans cette chanson, la chanteuse galloise donne rendez-vous à l’entrée de la station ("Meet me by the entrance of the tube").